# Eon Productions
Eon Productions Limited ist eine britische Filmproduktionsgesellschaft, die bisher fast alle James-Bond-Filme produzierte. Angeblich steht Eon für „Everything or nothing“ (deutsch: alles oder nichts), was Albert R. Broccoli jedoch stets bestritten hat. Darüber hinaus bedeutet das englische Wort eon auf Deutsch „Äon“.

## Geschichte
Eon Productions wurde 1961 für die Produktion der James-Bond-Filme von Albert R. Broccoli und Harry Saltzman gegründet, nachdem sich Saltzman die Verfilmungs-Rechte vom James-Bond-Autor Ian Fleming gesichert hatte. Sie ist eine Tochtergesellschaft der Danjaq, LLC, die für die Rechte an der Marke „James Bond“ zuständig ist. Ihr Hauptsitz befindet sich in den Pinewood Studios in Buckinghamshire, England.
1975 verkaufte Saltzman seinen Anteil nach neun Bond-Filmen an United Artists, die als Vertriebsgesellschaft für die Bond-Filme fungierten und von da an auch die Produktion der Filme abwickelten. Vor Albert R. Broccolis Tod 1996 übernahm seine Tochter Barbara Broccoli die Geschäfte und produzierte die James-Bond-Filme seit GoldenEye (1995) gemeinsam mit Albert R. Broccolis Stiefsohn und ihrem Halbbruder Michael G. Wilson.
Im Februar 2025 wurde bekannt, dass Broccoli und Wilson die kreative Kontrolle über das James-Bond-Franchise an die Amazon MGM Studios abgeben. Beide gründeten gemeinsam mit Amazon MGM ein neues Joint Venture, das die Eigentumsrechte an James Bond hält und in dem Amazon die Entscheidungshoheit über die künftige kreative Ausrichtung bekommt.

## Filmografie

### James Bond
- 1962: 007 jagt Dr. No (Dr. No)
- 1963: Liebesgrüße aus Moskau (From Russia with Love)
- 1964: Goldfinger
- 1965: Feuerball (Thunderball)
- 1967: Man lebt nur zweimal (You Only Live Twice)
- 1969: Im Geheimdienst Ihrer Majestät (On Her Majesty's Secret Service)
- 1971: Diamantenfieber (Diamonds Are Forever)
- 1973: Leben und sterben lassen (Live and Let Die)
- 1974: Der Mann mit dem goldenen Colt (The Man with the Golden Gun)
- 1977: Der Spion, der mich liebte (The Spy Who Loved Me)
- 1979: Moonraker – Streng geheim (Moonraker)
- 1981: In tödlicher Mission (For Your Eyes Only)
- 1983: Octopussy
- 1985: Im Angesicht des Todes (A View to a Kill)
- 1987: Der Hauch des Todes (The Living Daylights)
- 1989: Lizenz zum Töten (Licence to Kill)
- 1995: GoldenEye (GoldenEye)
- 1997: Der Morgen stirbt nie (Tomorrow Never Dies)
- 1999: Die Welt ist nicht genug (The World Is Not Enough)
- 2002: Stirb an einem anderen Tag (Die Another Day)
- 2006: Casino Royale
- 2008: Ein Quantum Trost (Quantum of Solace)
- 2012: Skyfall
- 2015: Spectre
- 2021: Keine Zeit zu sterben (No Time to Die)

### Andere
- 1963: Bob auf Safari (Call Me Bwana)
- 1968: Tschitti Tschitti Bäng Bäng (Chitty Chitty Bang Bang)
- 2017: Film Stars Don’t Die in Liverpool
- 2020: The Rhythm Section – Zeit der Rache (The Rhythm Section)